# 기리시마 노보루
기리시마 노보루(일본어: 霧島 昇 きりしま のぼる[*], 1914년 6월 27일 ~ 1984년 4월 24일)는 일본의 가수이다. 후쿠시마현 이와키시 출신이다.